# Jüdischer Friedhof (Krotoszyn)

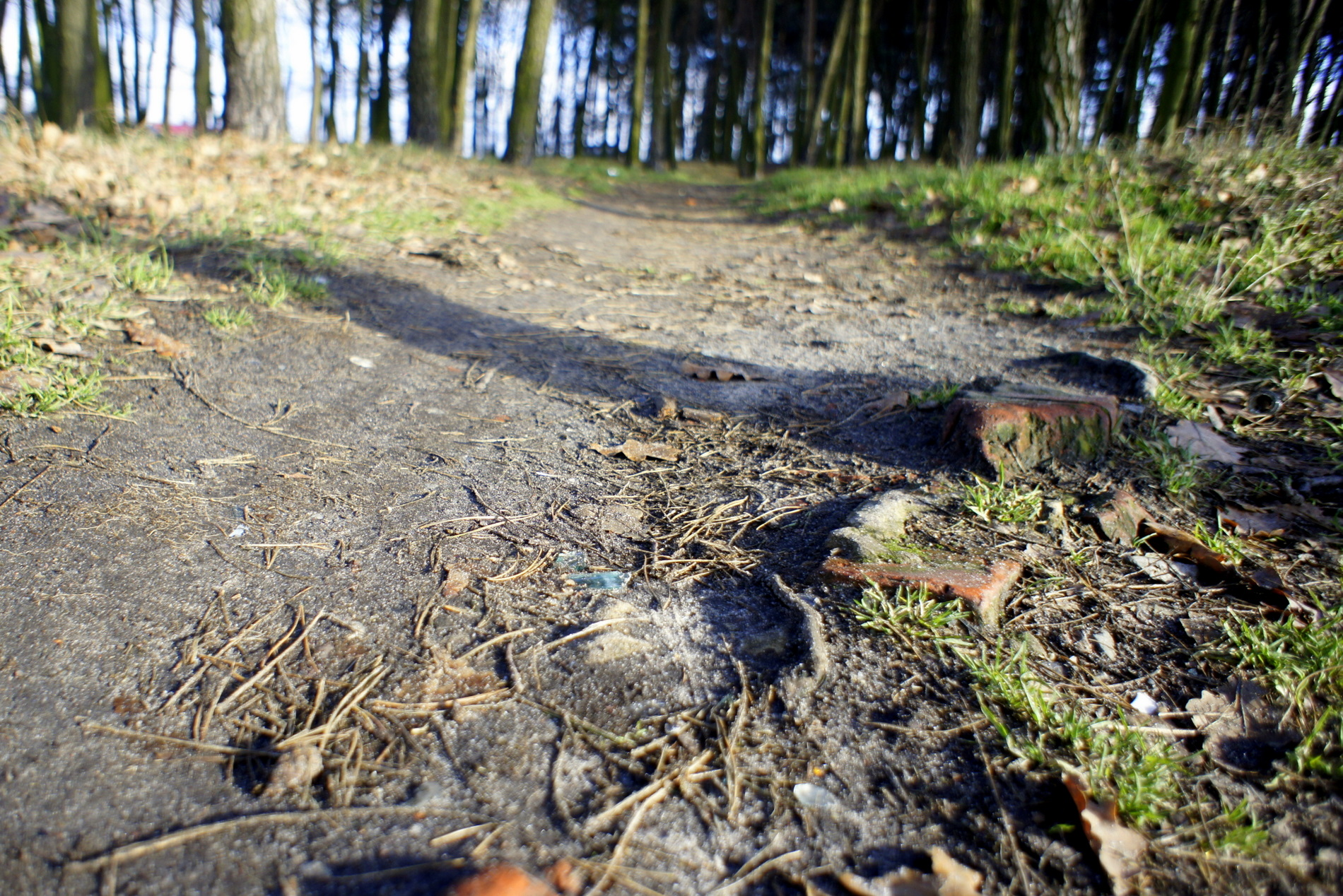
Jüdischer Friedhof in Krotoszyn

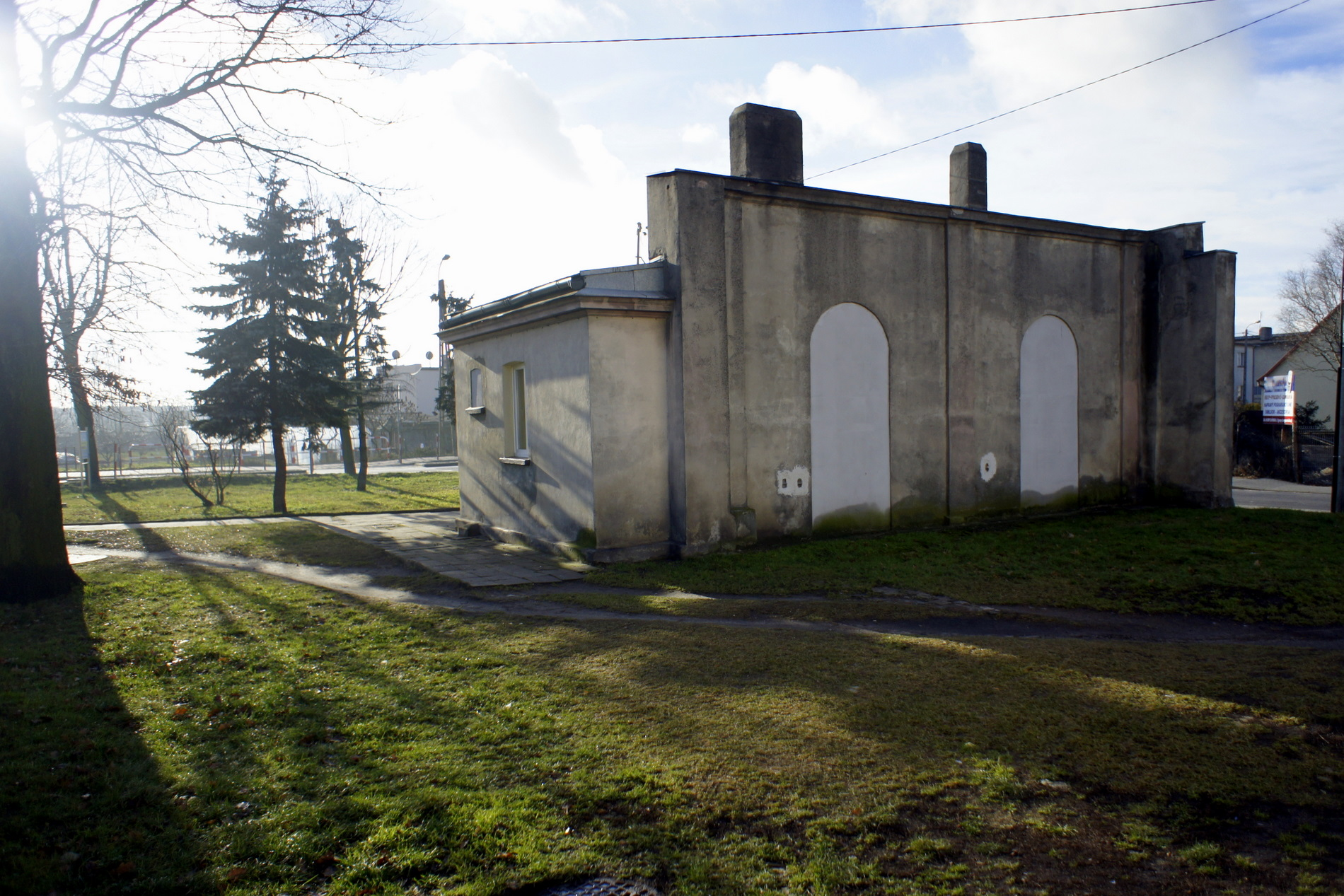
Taharahaus

Der Jüdische Friedhof in Krotoszyn (deutsch Krotoschin), der Kreisstadt des Powiat Krotoszyński in der Woiwodschaft Großpolen, wurde 1638 angelegt. 
Der Jüdische Friedhof wurde während der deutschen Besatzung im Zweiten Weltkrieg zerstört. Die Grabsteine wurden zerschlagen und als Baumaterial benutzt. Nur noch wenige Fragmente sind vorhanden. 